# Liste der Wappen in der Provinz Ferrara
Die Liste der Wappen in der Provinz Ferrara beinhaltet alle in der Wikipedia gelisteten Wappen der Provinz Ferrara in der Region Emilia-Romagna in Italien. In dieser Liste werden die Wappen mit dem Gemeindelink angezeigt.

## Wappen der Provinz Ferrara

Provinz Ferrara
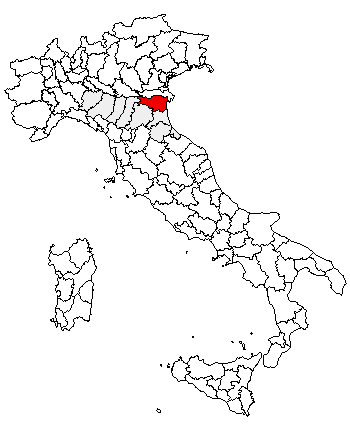
Lage der Provinz in Italien
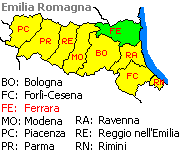
Lage der Provinz in der Region

## Wappen der Gemeinden der Provinz Ferrara

Argenta
Bondeno
Cento
Codigoro
Comacchio
Copparo
Ferrara
Fiscaglia
Goro
Jolanda di Savoia
Lagosanto
Masi Torello
Mesola
Ostellato
Poggio Renatico
Portomaggiore
Riva del Po
Terre del Reno
Tresignana
Vigarano Mainarda
Voghiera

(Stand: Dezember 2019)

## Wappen ehemaliger Gemeinden

Berra
Formignana
Massa Fiscaglia
Migliarino
Migliaro
Mirabello
Ro
Sant’Agostino
Tresigallo